# Yvonne Kranz
Yvonne Kranz (* 9. Juni 1984) ist eine deutsche Gewichtheberin. Sie wohnt in Breitungen/Werra und ist Mitglied des Athleten-Club-Suhl e. V.

## Karriere
Bei den Weltmeisterschaften im Gewichtheben 2006 hat sie in der Klasse bis 75 kg mit 224,0 kg im Zweikampf (98 kg + 126 kg) den 10. Platz belegt.
Yvonne Kranz belegte in der 75-kg-Klasse der Europameisterschaft 2007 den sechsten Rang mit einer Zweikampfleistung von 232 kg vor der leistungsgleichen, aber 30 g schwereren Bulgarin Slawejka Ruschinska. Das Ergebnis von 131 kg im Stoßen bedeutete dabei Rang 5. An diese Leistung kam sie in Wettbewerben später nicht mehr heran. Bei der Europameisterschaft 2008  genügte ihr Zweikampfergebnis von 220 kg für die Bronzemedaille. Im selben Jahr wurde sie Deutsche Meisterin in der 69-kg-Klasse mit 206 kg (90 kg + 116 kg).
Bei der Europameisterschaft 2009 trat sie in Klasse bis 69 kg an, hatte im Stoßen jedoch nur einen gültigen Versuch und belegte mit 203 kg Zweikampfleistung hinter Mandy Wedow den 8. Platz.
Bei den WM 2011 erreichte sie mit 220,0 kg im Zweikampf (97 kg + 123 kg) Platz 15 in der Zweikampfwertung der 75-kg-Klasse. 2007 bis 2010 hat sie an keiner WM teilgenommen. Bei den Europameisterschaften 2012 belegte sie mit nur drei gültigen Versuchen jeweils den 6. Platz in den Einzelwertungen und total (96 kg + 120 kg = 216 kg). Bei den deutschen Meisterschaften desselben Jahres startete sie bei einem Körpergewicht von 79,00 kg in der offenen Gewichtsklasse und erreichte mit 93 kg + 121 kg = 214 kg jeweils zweite Plätze. Bei einem Körpergewicht von 80,84 kg  startete sie auch bei der EM 2013 in der offenen Klasse und belegte jeweils fünfte Plätze mit 95 kg + 115 kg = 210 kg. 